# Jürgen Waller

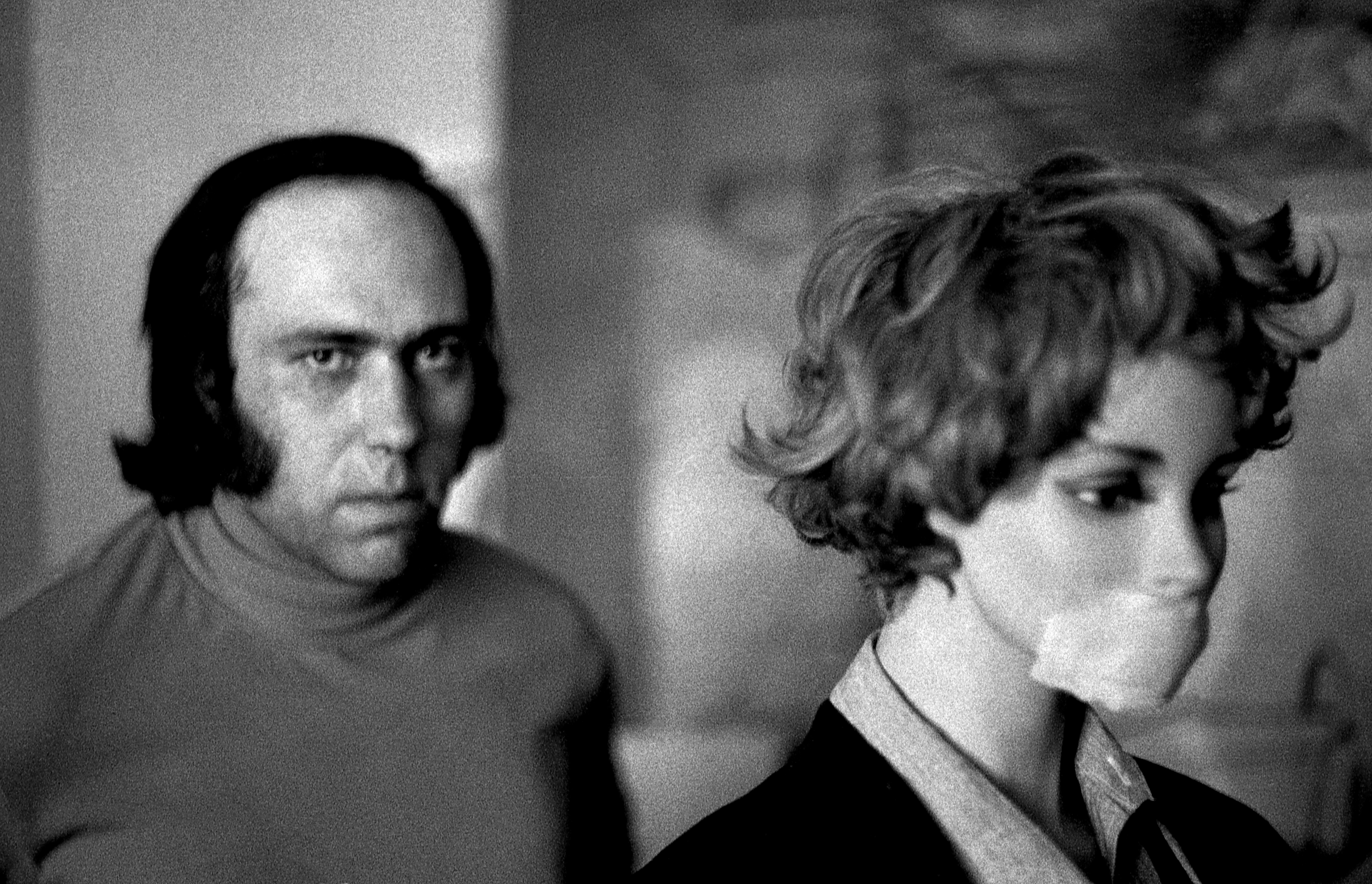
Jürgen Waller, 1975

Jürgen Waller (* 21. Juni 1939 in Düsseldorf; † 20. Februar 2022 in Bremen) war ein deutscher Maler. Von 1990 bis 2002 leitete er als Rektor die Hochschule für Künste Bremen.

## Leben
1959 begann Jürgen Waller an der Kunstakademie Düsseldorf ein Studium, das er jedoch nach zwei Semestern abbrach. 1960–68 hielt er sich in Vallauris, Varreddes und Paris auf. 1963 erhielt Waller den Premier Prix de la Jeune Peinture de la ville d’Argenteuil. Von 1968 bis 1976 lebte und arbeitete er in Berlin. Jürgen Waller war Mitglied im Deutschen Künstlerbund. Zwischen 1972 und 1987 nahm Waller an insgesamt zehn DKB-Jahresausstellungen teil. 1972 war er Mitbegründer der Gruppe Aspekt. 1977 wurde er als Professor an die Hochschule für Kunst und Musik in Bremen  berufen. 1989 wurde er zum Rektor der Hochschule für Künste Bremen gewählt. 1994 und 1999 folgten Wiederwahlen zum Rektor. In seiner Zeit als Rektor stieß er vielfältige Reformen an, die die Hochschule bis heute prägen.
Von 1993 bis 1998 war er Vorsitzender der Konferenz der Präsidenten und Rektoren der deutschen Kunsthochschulen und vertrat in diesem Zeitraum darüber hinaus die Kunst- und Musikhochschulen im Senat der Hochschulrektorenkonferenz.
Jürgen Waller gründete 1981 die Gesellschaft für Aktuelle Kunst. Seine Idee, zusammen mit dem Sammler und Galeristen Reinhard Onnasch, führte zur Gründung des Neuen Museum Weserburg in Bremen im Jahr 1991. Jürgen Waller war Mitglied des Beirats der Kunststiftung Poll, Berlin.
Waller lebte in Vallauris und Bremen.

## Ausstellungen (Auswahl)
- 1963: Kreuzberger Forum, Berlin
- 1967: 3 Realisten des Kulturzentrums, Vallauris, Frankreich
- 1968: Schöneberger Weltlaterne, Berlin
- 1972: Kunstamt Tempelhof-Schöneberg (Haus am Kleistpark), Berlin[5]
- 1972: Art Intermedia, Köln
- 1972: Oberföhriger Galerie, München
- 1972: Villa Hammerschmidt, Bonn
- 1973: Röhrenwerk Telefunken, Berlin-Moabit
- 1974: Fabrik K-14, Oberhausen
- 1975: Overbeck-Gesellschaft, Lübeck
- 1976: Kunsthalle Wilhelmshaven
- 1980: Neue Gesellschaft für Bildende Kunst, Berlin
- 1981: Gesellschaft für Aktuelle Kunst, Bremen
- 1982: Staatliche Kunsthalle & Neuer Berliner Kunstverein, Berlin
- 1983: Oldenburger Kunstverein
- 1985: Ludwig Galerie Schloss Oberhausen
- 1986: Galerie in der Böttcherstraße, Bremen
- 1987: Galerie neue Meister im Alten Museum, Berlin
- 1988: Studio Galerie, Hamburg
- 1990: Haus Lesmona, Bremen
- 1991: Forum Böttcherstraße, Bremen
- 1993: Schloss Salder, Salzgitter
- 1995: Haus Lesmona, Bremen
- 1996: Kunsthalle im Lipsius-Bau, Dresden
- 1997: CEAC, Vallauris
- 1997: Galerie au ZARM, Bremen
- 1998: Galerie Espace sur cour, stArt, Nizza
- 1999: Atelier 49, Vallauris
- 2000: Galerie Espace sur cour, stArt, Nizza
- 2001: Museum für Konkrete Kunst, Ingolstadt
- 2001: Centre International d´Art Contemporain, Carros
- 2001: Kassak Museum, Budapest
- 2001: Muccha Galerie, Auckland, Neuseeland
- 2002: Weserburg Museum für moderne Kunst, Bremen
- 2003: Easynet Gallery, Zürich
- 2004: Villa Lesmona (Keramik), Bremen
- 2005: Galerie Guy Pieters, Saint-Paul-de-Vence, Frankreich
- 2019: „80 Jahre Jürgen Waller // 60 Jahre Kunst“. Vier Ausstellungen: HfK Bremen, Kunsthalle Bremen, Weserburg Museum für moderne Kunst sowie Galerie Birgit Waller Bremen